# Alejandra Boero
 Liria Ofelia Alejandra Digiamo Viera (Buenos Aires, 9 de diciembre de 1918 - 4 de mayo de 2006) fue una actriz, directora de teatro y formadora de actores argentina. Una de las pioneras del teatro independiente, fundadora del grupo "Nuevo Teatro".

## Trayectoria
Comenzó su carrera en 1942 en el Teatro La Máscara.  En 1950 funda el Nuevo Teatro, una institución que animó una nueva manera de construcción social del teatro en Buenos Aires.
Actuó en más de 40 obras entre ellas En algún lugar... de Ernesto Castro en 1942; El avaro de Molière (1942); El puente de Carlos Gorostiza en 1949; Antígona de Sófocles en 1949; El alquimista de Ben Jonson (1950); Medea de Jean Anouilh (1951); Madre Coraje y sus hijos (1954 y en 1971); La mujer del corazón pequeño de Fernand Crommelynck en 1955; La otra madre de Maximo Gorki (1956); La danza macabra de August Strindberg en 1960; Raíces de Arnold Wesker (1964); Sopa de pollo de Arnold Wesker; El círculo de tiza caucasiano de Bertolt Brecht, junto a Norma Aleandro en 1971; Juan Palmieri de Antonio Larreta, en 1973; Trescientos millones de Roberto Arlt en 1973 y 1992; Lysistrata de Aristófanes (1974); Espectros de Ibsen en 1976; La casa de Bernarda Alba, en 1977, 1978 y 1982; El inspector de Nikolai Gogol en 1980; Des tiempo de Eugenio Griffero en 1984 y 1986; y El cerco de Leningrado de José Sanchís Sinisterra, en 2001. 
Dirigió, entre otras, las obras Al hombre, en 1975; El pibe de oro, en 1980; Emily (con China Zorrilla), en 1982; Prisionero de la ciudad, en 1985; Despacio, escuela, en 1987; Charlotte Bronté, en 1990 y Sopa de pollo, en 1992 y 1993. 
En 1990, creó una Escuela de Drama y el Teatro Experimental Andamio 90. Fue docente de grandes actores del teatro argentino, por ejemplo Enrique Pinti quien estudió once años en "Nuevo Teatro" y fue una consagrada figura de la escena nacional.
Además de su trabajo actoral en teatro, actuó en tres filmes: Todo sol es amargo (1966), Don Segundo Sombra (1969) y La película (1975).

## Premios
- Premio Molière a la Mejor Actriz
- Premio Konex Diploma al Mérito en 1981
- Premio Estrella de Mar a la Mejor Dirección Teatral (1982)
- Premio Pepino 88 (1985/86)
- Premio María Guerrero por su trayectoria (1990)
- Premio ACE (Asociación Críticos del Espectáculo) (1993)
- Premio Podestá a la trayectoria honorable (1994)
- Jurado del Premio Konex 2001
- Premio ACE de Oro (2001)
- Premio Konex de Honor en 2011
- Fue nombrada Ciudadana Ilustre de la Ciudad Autónoma de Buenos Aires.[6]

## Fallecimiento
Falleció a los 88 años, a consecuencia de hipertensión pulmonar que padecía desde hacía mucho años.